# Deeping St Nicholas
Deeping St Nicholas è un villaggio e parrocchia civile dell'Inghilterra, appartenente alla contea del Lincolnshire.